# Étude ACE (Adverse Childhood Experiences)
L'étude ACE (Adverse Childhood Experiences)  est un programme de recherche mené entre 1995 et 1997 par les Centres pour le contrôle et la prévention des maladies  et le département de médecine préventive Kaiser Permanente de San Diego. L'étude a mis en évidence un lien entre les traumatismes de l'enfance avec des problèmes de santé et des problèmes sociaux à l'âge adulte. 

## Contexte
Dans les années 1980, le taux d'abandon des personnes participantes à un programme de lutte contre l'obésité à la clinique Kaiser Permanente à San Diego, en Californie, est d'environ 50%. Pourtant les décrocheurs avaient réussi à perdre du poids.  Vincent Felitti, responsable du département de médecine préventive les interroge. Il découvre qu'une majorité des 286 personnes qu'il avait interviewées avaient été victimes d'abus sexuels durant leur enfance. Ces résultats suggèrent à Vincent Felitti que la prise de poids pourrait être un mécanisme d'adaptation à la dépression, à l' anxiété et à la peur.  
Vincent Felitti et Robert Anda des Centres de contrôle et de prévention des maladies (CDC) ont ensuite enquêté sur les expériences traumatisantes vécues durant l'enfance de plus de 17 000 patients volontaires de Kaiser Permanente. Les 17 337 participants étaient des volontaires sur environ 26 000 membres de Kaiser Permanente.  Environ la moitié des personnes sont des femmes ; 74,8% sont blanches ; l'âge moyen est de 57 ans ; 75,2% ont fait des études ; tous ont un emploi et de bons soins de santé, car ils sont membres de Kaiser Permanente, qui est une assurance privée prépayée, multispécialités, du système de l’Organisation de maintien de la santé. Les participants ont été interrogés sur différents types de traumatismes de l'enfance identifiés dans des travaux de recherche antérieurs:  
- Violence physique
- Abus sexuel
- Violences psychologiques
- Négligence physique
- Négligence émotionnelle
- Exposition à la violence familiale
- Consommation de substances psychoactives au foyer
- Maladie mentale des membres du foyer
- Séparation des parents ou divorce
- Incarcération d'un membre du foyer

## Résultats

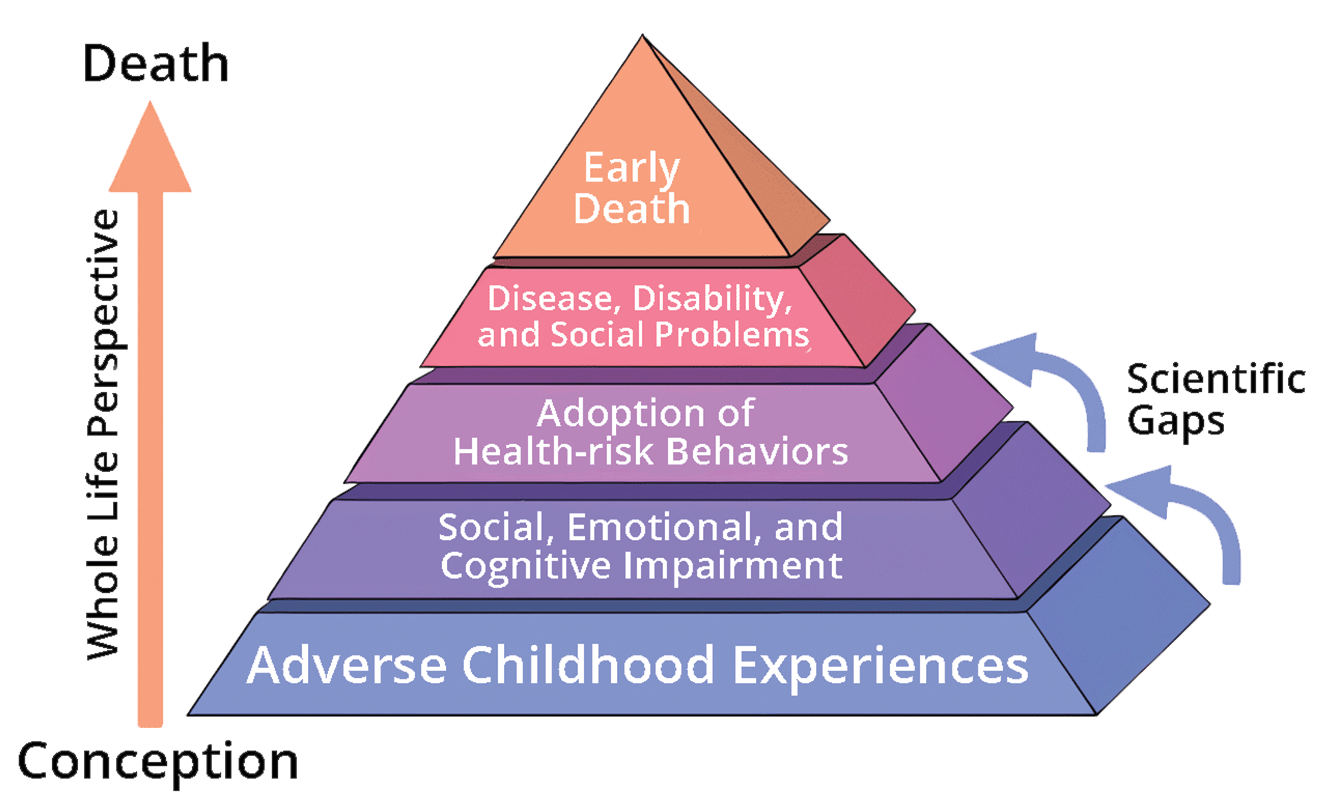
Selon les centres pour le contrôle et la prévention des maladies, la pyramide ACE représente le cadre de l'étude ACE, qui a révélé le lien étroit qui existe entre les expériences négatives vécues pendant l'enfance et divers facteurs de risque de maladie tout au long de la vie.

Selon l’administration des services de toxicomanie et de santé mentale des États-Unis, l’étude ACE a révélé que: 
- Les expériences négatives de l'enfance sont courantes.  Par exemple, 28% des participants à l'étude ont signalé des abus physiques et 21%, des abus sexuels.  Beaucoup ont également déclaré avoir vécu un divorce ou la séparation de leurs parents, ou avoir un parent souffrant de troubles mentaux ou de toxicomanie[3].
- Les expériences négatives de l'enfance se produisent souvent simultanément.  Près de 40% de l'échantillon initial ont déclaré avoir vécu au moins deux traumatismes et 12,5%, au moins quatre.  Étant donné que les ACE sont dépendants les uns des autres, de nombreuses études ultérieures ont examiné leurs effets cumulatifs plutôt que les effets individuels de chacun des traumatismes[3].
- Les expériences négatives vécues durant l'enfance ont une relation dose-effet avec de nombreux problèmes de santé. Après avoir suivi les participants au fil du temps, les chercheurs ont découvert que le score ACE cumulatif d'une personne présentait une relation forte et progressive avec de nombreux problèmes de santé, sociaux et comportementaux tout au long de la vie, y compris des troubles liés à l'utilisation de substances. En outre, de nombreux problèmes liés aux ACE ont tendance à être comorbides ou concomitants[3].

Environ les deux tiers des personnes ont signalé au moins une expérience traumatisante dans l’enfance ; 87% des personnes ayant déclaré une ACE ont déclaré avoir au moins une autre ACE. Le nombre d'ACE est fortement associé aux comportements à risque pour la santé à l'âge adulte tels que le tabagisme, l'abus d'alcool et de drogues, la promiscuité et l'obésité sévère, et corrélé avec les problèmes de santé comme la dépression, les maladies cardiaques, le cancer, les maladies pulmonaires chroniques et la durée de vie raccourcie.     Comparativement à un score ACE de zéro, le fait d'avoir quatre expériences traumatisantes dans l'enfance augmente de sept fois (700%) le risque d'alcoolisme, double le risque d'avoir un cancer et multiplie par quatre le risque d'emphysème ; un score ACE supérieur à six est associé à une augmentation de 30 fois (3000%) le nombre de tentatives de suicide. 
Les résultats de l'étude ACE suggèrent que la maltraitance et le dysfonctionnement familial dans l'enfance contribuent aux problèmes de santé des décennies plus tard.  Celles-ci incluent les maladies chroniques, telles que les maladies cardiaques, le cancer, les accidents cérébrovasculaires et le diabète, qui sont les causes les plus courantes de décès et d'invalidité aux États-Unis. Les résultats de l'étude, tout en se rapportant à une population spécifique aux États-Unis, pourraient raisonnablement être supposés refléter des tendances similaires dans d'autres parties du monde, selon l'Organisation mondiale de la santé. L'étude a été initialement publiée dans l'American Journal of Preventive Medicine.

## Enquêtes ultérieures
L’étude ACE a publié plus de 50 articles sur la prévalence et les conséquences des ACE.  Elle a eu une influence dans plusieurs domaines.  Des études ultérieures ont confirmé la fréquence élevée d'expériences traumatisantes dans l'enfance ou ont révélé des incidences encore plus élevées dans les populations urbaines ou chez les jeunes. 
Les questions de l’étude initiale ont été utilisées pour élaborer un questionnaire de dépistage comportant 10 questions.  

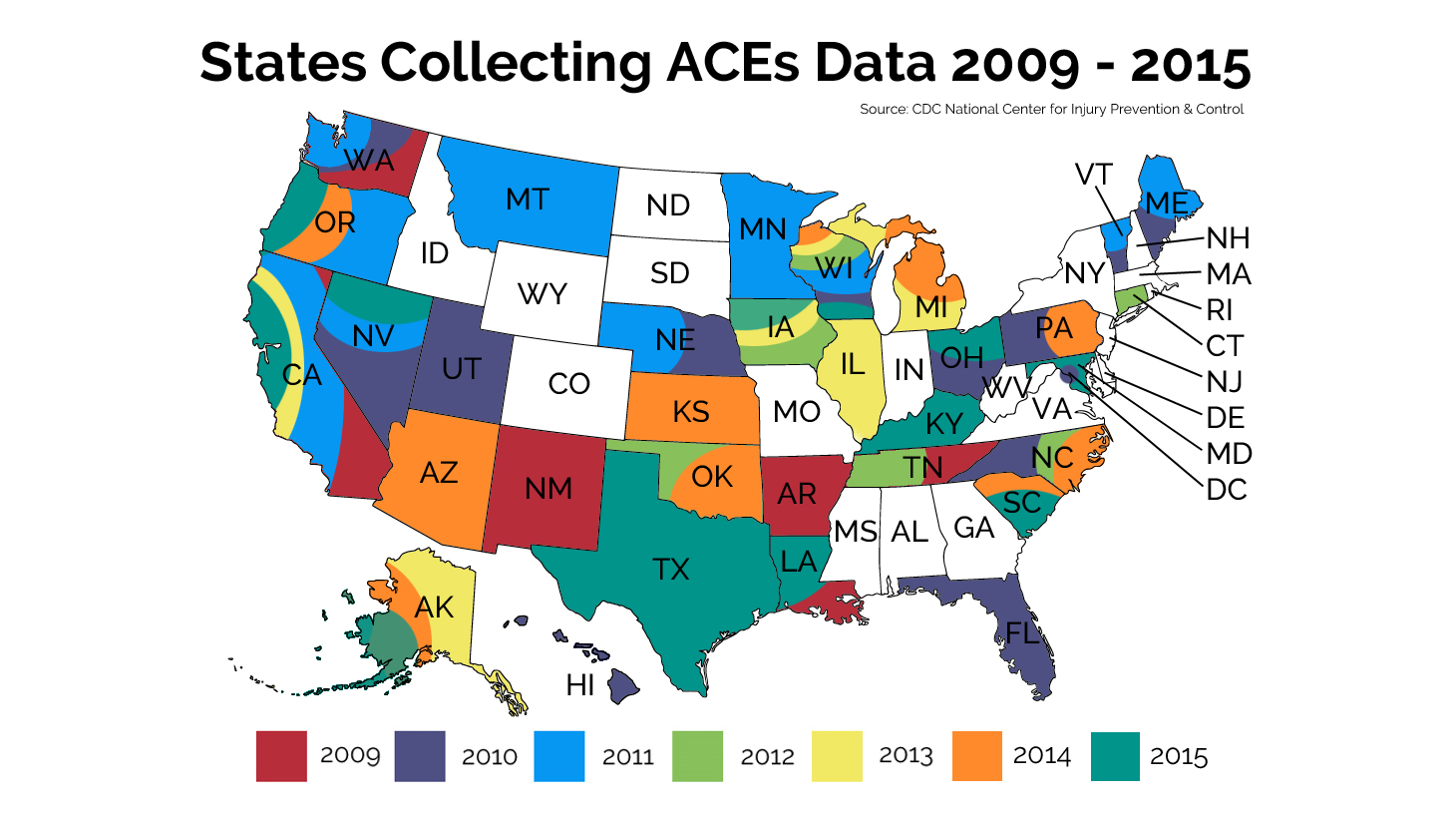
Schéma des enquêtes d’étude d’états ACE avec code de couleur de 2009 à 2015

Les services de santé qui gère le système de surveillance des facteurs de risque comportementaux mène une enquête annuelle dans les 50 États. Certains États ont collecté des données locales supplémentaires,. Les expériences traumatisantes chez les enfants étaient encore plus fréquentes dans les études menées dans les villes de Philadelphie  et dans une enquête menée auprès de jeunes mères généralement âgées de moins de 19 ans.  À l'échelle internationale, un questionnaire sur les expériences défavorables chez l'enfant (ACE-IQ) est en cours de validation.  Des enquêtes sur des expériences traumatisantes vécues dans l'enfance ont été menées en Roumanie, République tchèque, République de Macédoine  Norvège, aux Philippines, au Royaume-Uni, au Canada, en Chine et en Jordanie.  Child Trends a utilisé les données du National Survey of Children's Health (NSCH) pour les années 2011/12 pour analyser la prévalence des ACE chez les enfants à l'échelle nationale et par État. La liste des expériences familiales traumatisantes du NSCH comprend une mesure des conditions économiques et montre qu'il s'agit de l'ACE le plus souvent signalé à l'échelle nationale.

## Neurobiologie du stress
Les chercheurs en sciences cognitives et neurobiologiques ont examiné les mécanismes susceptibles d'expliquer les conséquences négatives d'expériences traumatisantes sur l'enfance sur la santé des adultes. Des expériences néfastes chez l’enfant peuvent altérer le développement structurel des réseaux de neurones et la biochimie des systèmes neuroendocriniens et peuvent avoir des effets à long terme sur le corps, notamment en compromettant le système immunitaire.    
De plus, la transmission épigénétique peut être due à un stress pendant la grossesse ou lors des interactions entre la mère et le nouveau-né.  Il a été démontré que le stress maternel, la dépression et l'exposition à la violence conjugale avaient des effets épigénétiques sur les nourrissons.  

## Pratiques et mise en œuvre
Au fur et à mesure que les connaissances sur la prévalence et les conséquences d'expériences traumatisantes vécues pendant l'enfance augmentent, des pratiques fondées sur la recherche, sur la résilience, sont mises en œuvre dans les communautés, l'éducation, les services de santé publique, les services sociaux, les organisations confessionnelles et la justice pénale.  Quelques États envisagent de légiférer.  

Schéma simplifié montrant l'évolution physiopathologique en relation avec l'exposition pendant l'enfance, le trouble de stress post-traumatique, la résilience et les résultats

### Les villes
Au fur et à mesure que les connaissances sur la prévalence et les conséquences des ACE augmentent, de plus en plus de villes cherchent à intégrer des pratiques de renforcement de la résilience dans leurs agences et leurs systèmes.  Tarpon Springs, en Floride, est devenue la première ville formée sur les traumatismes en 2011,.  Les initiatives en matière de traumatologie à Tarpon Springs comprennent une formation et une sensibilisation au traumatisme pour le service du logement, des modifications des programmes pour les ex-délinquants et de nouvelles approches en matière d'éducation des élèves en difficulté d'apprentissage.  Des recherches menées auprès de communautés amérindiennes ont démontré que le soutien social et la participation culturelle peuvent atténuer les effets des ACE. 

### Éducation
L'exposition aux ACE est très répandue aux États-Unis. Une étude de l'Enquête nationale sur la santé des enfants a révélé qu'environ 68% des enfants âgés de 0 à 17 ans avaient déjà eu une ou plusieurs ACE.   L'impact des ACE sur les enfants peut se traduire par des difficultés de concentration, une autorégulation, la perte de confiance en autrui et peut avoir des effets cognitifs négatifs.  Une étude a révélé qu'un enfant avec 4 ACE ou plus avait 32 fois plus de risques d'avoir un problème de comportement ou de cognition qu'un enfant sans ACE. Une autre étude réalisée par le Centre d’éducation pour la santé de la région de l’Université de l’État de Washington a révélé que les étudiants possédant au moins trois ACE étaient trois fois plus susceptibles d’échouer, d'avoir 6 fois plus de problèmes de comportement et cinq fois plus de problèmes d’assiduité. La sensibilisation  et la formation sur les traumatismes ont pour objectif de former les enseignants et le personnel pour aider les enfants à s'autoréguler et pour aider les familles aux prises avec des problèmes entraînant une réaction normale des enfants aux traumatismes.  Il cherche également à fournir des attitudes comportementales qui ne traumatiseront pas un enfant. 
L’enseignement sur les traumatismes fait référence à l’utilisation spécifique des connaissances sur les traumatismes et à leur expression pour modifier le soutien apporté aux enfants afin d’améliorer leur développement. Le Réseau national sur le stress traumatique chez les enfants (NSTI) décrit un système scolaire fondé sur les traumatismes comme un lieu où les membres de la communauté scolaire travaillent pour sensibiliser les personnes aux traumatismes, leur permettre d'acquérir des connaissances et des compétences permettant de réagir aux conséquences potentiellement négatives du stress traumatique. Le NCTSN a publié une étude sur le modèle de l'ARC (attachement, régulation et compétences), sur laquelle d'autres chercheurs ont basé leurs études ultérieures sur les pratiques d'éducation fondées sur les traumatismes .  La scolarisation sensible aux traumatismes ou fondée sur les traumatismes est devenue de plus en plus populaire à Washington, au Massachusetts et en Californie au cours des dix dernières années.  
Une étude explique en détail comment plusieurs écoles de San Francisco ont fourni aux élèves, aux adultes du système et au système scolaire un soutien basé sur le modèle ARC, par le biais de stratégies, de plans et de techniques d'apprentissage universels pour les enfants traumatisés et - thérapie informée à ces enfants.   À El Dorado, une étude sur une école primaire de San Francisco, ont montré que les formations sur les traumatismes ont diminué de 89% l'impact du stress. 
Le Lincoln High School de Walla Walla, dans l'État de Washington, a adopté une approche disciplinaire basée sur le traumatisme et a réduit les risques de 85%.   Plutôt que des punitions classiques, les élèves apprennent à reconnaître leur réaction au stress et à le contrôler.  Les écoles de Spokane, dans l’État de Washington, ont mené une étude démontrant que le risque scolaire était corrélé aux expériences vécues par les élèves lors d’événements traumatisants connus de leurs enseignants. Le même district scolaire a entrepris une étude pour tester l’impact des programmes d’intervention axés sur les traumatismes, dans le but de réduire l’impact du stress toxique. 
À Brockton, dans le Massachusetts, une réunion à l’échelle de la communauté a abouti à l’adoption d’une approche tenant compte des traumatismes par le district scolaire de Brockton.   Jusqu'à présent, toutes les écoles élémentaires du district ont mis en place des plans d'amélioration tenant compte des traumatismes, et il en est de même dans les collèges et les lycées.  Environ un cinquième des enseignants du district ont participé à un cours sur l’enseignement au traumatisme.  La police alerte les écoles lorsqu'elle a arrêté quelqu'un ou s'est rendue à l'adresse d'un élève.  La législation de l'État du Massachusetts a cherché à imposer à toutes les écoles d'élaborer des plans visant à créer des écoles sûres et propices au développement.  

### Services sociaux
Les fournisseurs de services sociaux, y compris les systèmes de protection sociale, les autorités responsables du logement, les refuges pour sans-abri et les centres de lutte contre la violence domestique , adoptent des approches tenant compte des traumatismes qui aident à prévenir les effets indésirables ou à en minimiser l'impact.  L'utilisation d'outils de dépistage des traumatismes peut aider une personne en travail social à orienter les personnes victimes vers des interventions répondant à leurs besoins spécifiques. Les pratiques informées sur les traumatismes peuvent également aider les prestataires de services sociaux à analyser l'impact de ces traumatismes sur toute la famille. 
Les approches fondées sur les traumatismes peuvent améliorer les services de protection de l'enfance en discutant ouvertement des traumatismes et  en abordant les traumatismes avec les parents. La division jeunesse et famille du New Hampshire  adopte une approche fondée sur les traumatismes pour ses services de placement en famille d'accueil en informant le personnel sur les traumatismes de l'enfant, en examinant les enfants qui y sont placés, en utilisant un langage éclairé sur les traumatismes, un encadrement des parents dès la naissance et leur implication dans la parentalité et une formation des parents adoptifs sur les traumatismes.
À Albany, dans l’État de New York, l’initiative HEARTS a permis à des organisations locales de développer des pratiques tenant compte des traumatismes.   Senior Hope Inc., une organisation au service des adultes âgés de plus de 50 ans, a commencé à mettre en œuvre le questionnaire ACE en 10 questions et à les informer sur les traumatismes infantiles.  L'école LaSalle, qui s'occupe des garçons orphelins et abandonnés, a commencé à s'intéresser aux garçons délinquants du point de vue des traumatismes et a commencé à utiliser le questionnaire ACE. 
Les autorités du logement sont également en train de se former sur les traumatismes. Cela entraîne des pratiques telles que former le personnel à respecter l'espace de la personne en fixant des rendez-vous sans pénétrer dans les espaces privés du client, et en comprenant qu'une réaction agressive peut être une stratégie de gestion des traumatismes.   Le service du logement de Tarpon Springs a dispensé une formation de sensibilisation aux traumatismes au personnel afin qu’il puisse mieux comprendre et réagir au stress et à la colère de leurs usagers, liés au manque d’emploi, de problèmes de santé et de logement.  
Un sondage mené auprès de 200 personnes sans abri en Californie et à New York a montré que plus de 50% avaient eu au moins quatre ACE. À Petaluma, en Californie, le Comité sur les sans-abri (COTS) utilise une approche basée sur les traumatismes appelée Restorative Integral Support (RIS) pour réduire le sans-abrisme intergénérationnel.  Le RIS augmente la prise de conscience et la connaissance des ACE, et appelle le personnel à faire preuve de compassion et à se concentrer sur la personne dans son ensemble. Le Comité sur les sans-abri se  considère désormais comme formé sur l'ACE et se concentre sur la résilience et le rétablissement.

### Services de santé
Rechercher les ACE avec leurs parents et leurs enfants ou en discuter avec eux peut contribuer à favoriser un développement physique et psychologique sain et aider les médecins à comprendre la situation dans laquelle se trouvent les enfants et leurs parents.  En recherchant les ACE chez les enfants, les pédiatres et les infirmières peuvent mieux comprendre les problèmes de comportement.  Certains médecins se sont demandé si certains comportements entraînant des diagnostics de trouble d'hyperactivité avec déficit de l'attention (TDAH) étaient en réalité des réactions à un traumatisme.  Les enfants qui ont connu quatre ACE ou plus ont trois fois plus de risques de prendre un médicament pour le TDAH  que les enfants ayant moins de quatre ACE. La sélection des parents pour leurs ACE permet aux médecins de fournir le soutien approprié aux parents traumatisés, en les aidant à renforcer leur résilience, à favoriser l'attachement avec leurs enfants et à prévenir le cycle familial des ACE,. Les soins pédiatriques fondés sur les traumatismes permettent également aux médecins de développer une relation de confiance avec les parents, en ouvrant les voies de communication. Au centre médical Montefiore, des dépistages ACE seront bientôt mis en place dans 22 cliniques pédiatriques.  Dans un programme pilote, tout enfant dont l'un des parents a un score ACE de quatre ou plus se voit proposer une inscription et reçoit une variété de services.  Pour les familles inscrites au programme, les parents déclarent moins de visites à l'urgence et les enfants ont un développement affectif et social plus sain, comparés à ceux qui ne sont pas inscrits. 

### Santé publique
La plupart des médecins américains à partir de 2015 n'utilisent pas les enquêtes ACE pour évaluer les patients.  Les objections à cela incluent qu’aucun essai contrôlé randomisé ne montre que de telles enquêtes peuvent réellement servir à améliorer les résultats pour la santé, qu’il n’existe aucun protocole standard sur la manière d’utiliser les informations recueillies et que réexaminer des expériences négatives de l’enfance pourrait être traumatisant sur le plan émotionnel. Les autres obstacles à l’adoption de ce protocole comprennent le fait que la technique n’est pas enseignée dans les facultés de médecine, qu’elle n’est pas facturable et que la nature de la conversation met certains médecins personnellement mal à l'aise.  
Certains centres de santé publics considèrent les ACE comme un moyen important (en particulier pour les mères et les enfants)  de cibler les interventions de santé destinées aux individus au cours de périodes de développement délicates tôt dans leur vie, voire in utero.   Par exemple, la clinique de santé publique Jefferson Country de Port Townsend, dans l'État de Washington, examine désormais les femmes enceintes, leurs partenaires, les parents d'enfants ayant des besoins spéciaux et les parents impliqués dans le CPS pour les ACE. En ce qui concerne le conseil aux patients, la clinique traite les ACE comme d'autres risques pour la santé tels que le tabagisme ou la consommation d'alcool. 

### Résilience et ressources
La résilience et l'accès à d'autres ressources sont des facteurs de protection,. La résilience peut être bénéfique pour les enfants exposés à un traumatisme et dont le score ACE est supérieur.  Les enfants qui peuvent apprendre à le développer peuvent utiliser la résilience pour se développer après un traumatisme.  Un enfant qui n'a pas développé de résilience aura plus de difficulté à faire face aux défis qui peuvent survenir dans la vie adulte.  Les personnes et les enfants résilients souscrivent à l'idée que les expériences négatives ne définissent pas qui ils sont.  Ils peuvent également penser aux événements traumatisants de leur vie et essayer de les reformuler de manière constructive.  Ils sont capables de trouver la force dans leur lutte et peuvent finalement surmonter les défis et l'adversité auxquels ils ont été confrontés dans leur enfance. 

### Justice
Les recherches suggérant que les personnes incarcérées sont davantage susceptibles d’avoir été exposées à la violence et de souffrir du trouble de stress post-traumatique (SSPT)  dans une approche tenant compte des traumatismes peut aider à mieux traiter certains de ces facteurs de risque criminogènes et peut créer un impact moindre. Des programmes, comme Recherche de la sécurité, sont souvent utilisés pour aider les membres du système de justice pénale à apprendre à mieux faire face aux traumatismes et à la toxicomanie. Les tribunaux pour mineurs aident mieux à dissuader les enfants de la criminalité et de la délinquance lorsqu'ils comprennent le traumatisme que beaucoup de ces enfants ont subi. Le système de justice pénale lui-même peut générer un traumatisme. Cela peut être évité en créant des installations plus sûres dans lesquelles les agents de surveillance et les policiers sont correctement formés pour empêcher les incidents de dégénérer.   Les partenariats entre la police et les prestataires de soins de santé mentale peuvent également réduire les effets traumatisants possibles d'une intervention de la police et aider à fournir aux familles les services de santé mentale et sociaux appropriés. Le Centre correctionnel communautaire pour femmes de Hawaï a lancé une initiative de soins adaptés aux traumatismes qui vise à former tous les employés à être conscients des traumatismes et à être sensibles à ceux-ci, à faire un dépistage du trauma sur toutes les femmes dans leur établissement, à évaluer les traumatisés et à commencer à fournir des soins de santé mentale aux femmes identifiées.    

### Législation
Le Vermont a adopté un projet de loi, Act 43 (H.508), qui vise à renforcer la résilience des personnes confrontées à des expériences négatives dans l’enfance et qui reconnaît les effets des ACE sur leur durée de vie, ses effets sur la santé, le recours généralisé au dépistage des ACE et ses objectifs, former les élèves des écoles de médecine et de santé sur les ACE,. Auparavant, l'État de Washington avait adopté une loi visant à mettre en place un partenariat public-privé pour favoriser le développement de la résilience et des traumatismes par la communauté. Ce programme a débuté mais n'a pas été suffisamment financé. Le 18 août 2014, les législateurs de la Californie ont adopté à l'unanimité le ACR n ° 155, qui encourage les politiques visant à réduire l'exposition des enfants à des expériences indésirables. Une législation récente du Massachusetts soutient un mouvement scolaire sensibilisé aux traumatismes dans le cadre de la loi sur la réduction de la violence par arme à feu (n ° 4376).  Ce projet de loi vise à créer des "écoles sûres et solidaires" par le biais de services et d'initiatives axés sur la sécurité physique, sociale et émotionnelle. 

## Voir également
- Inceste
- Influence des traumatismes de l'enfance dans la psychopathie
- Pédophilie
- Abus sur mineur
- Violence verbale
- Viol